# Prenestino-Centocelle
Prenestino-Centocelle è il diciannovesimo quartiere di Roma, indicato con Q. XIX.
Prende il nome dalla via Prenestina e dalla zona di Centocelle.

## Geografia fisica

### Territorio
Si trova nell'area est della città.
Il quartiere confina:
- a nord con il quartiere Q. XXII Collatino[1]
- a est con il quartiere Q. XXIII Alessandrino[2]
- a sud con il quartiere Q. XXIV Don Bosco[3]
- a ovest con il quartiere Q. VII Prenestino-Labicano[4]

## Storia
Si forma ufficialmente nel 1961, ricavato dalla sezione orientale del territorio del quartiere Prenestino-Labicano compresa fra via Tor de Schiavi/viale della Primavera e viale Palmiro Togliatti. Sono ancora presenti targhe stradali con la numerazione Q. VII.
Il quartiere è stato oggetto, più che della zona del Prenestino, nei primi anni del Novecento, di un forte insediamento urbano con conseguente abusivismo edilizio, che gli hanno conferito la caratteristica forma che ancora oggi ha.
A causa della sua costituzione fu a lungo considerato un quartiere malfamato, anche se grazie alla sua netta crescita ed ai conseguenti cambiamenti nel tempo, oggi è stata completamente cancellata la cattiva nomea del quartiere.
Fra l'altro vi risiede un antico forte militare, il Forte Prenestina, costruito nel 1884, oggi sede di attività culturali.
Durante l'occupazione tedesca il quartiere era una delle basi della banda partigiana del "Gobbo del Quarticciolo".

## Monumenti e luoghi d'interesse

### Architetture religiose

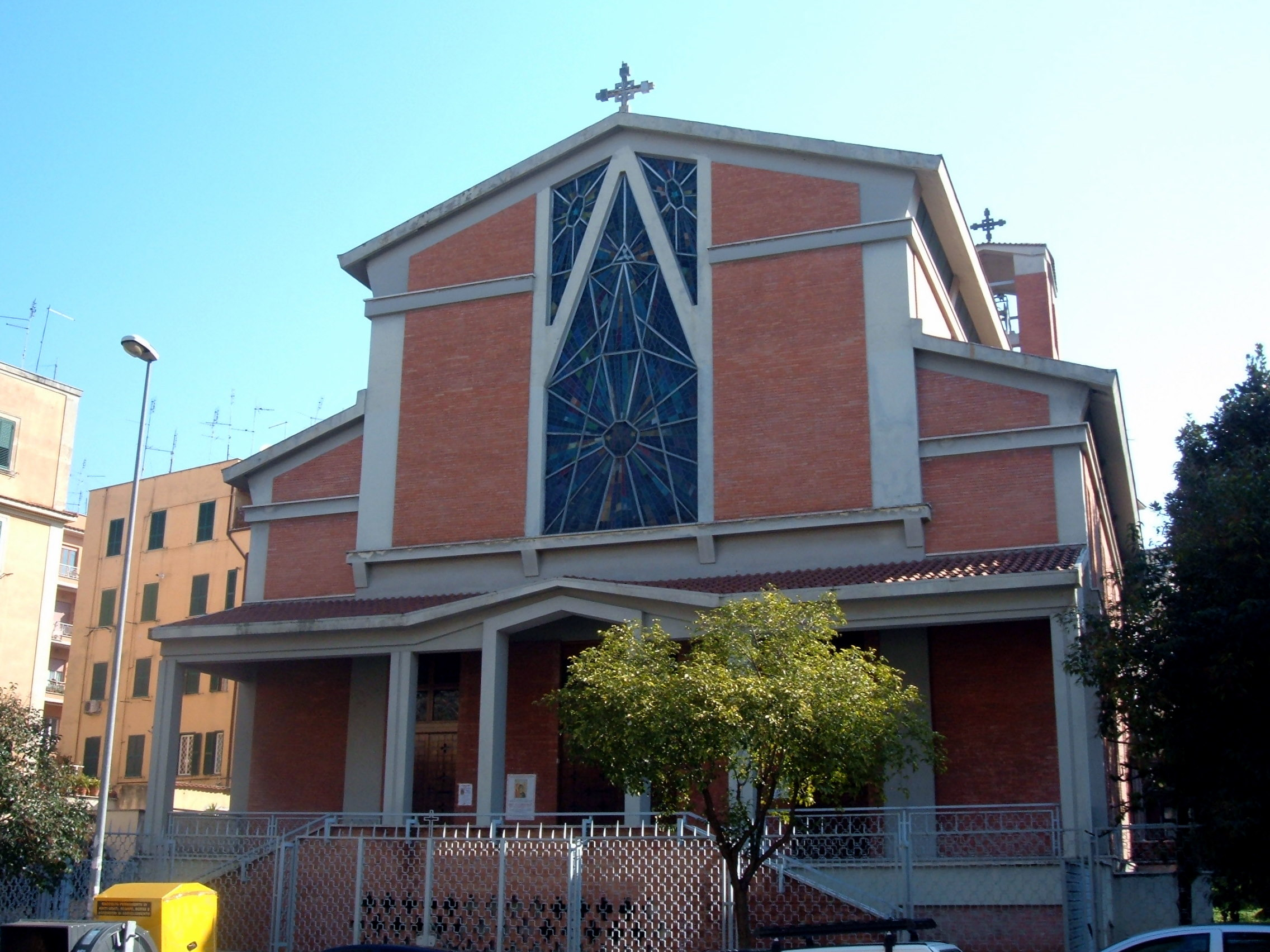
La chiesa dell'istituto di Maria Immacolata, in via Tor de' Schiavi.

- Chiesa di San Felice da Cantalice, su piazza San Felice da Cantalice.
- Cappella delle Suore Benedettine della Carità, su via Tor de' Schiavi.

Chiesa annessa alla Curia generalizia delle suore. Luogo sussidiario di culto della parrocchia di San Felice da Cantalice.
- Cappella delle Suore Francescane Missionarie Sacro Cuore, su via Tor de' Schiavi.

Chiesa annessa ad un istituto scolastico delle suore. Luogo sussidiario di culto della parrocchia di San Felice da Cantalice.
- Chiesa di Sant'Ireneo, su via dei Castani.
- Chiesa di Gesù Adolescente, su via Prenestina.

Parrocchia soppressa il 1º settembre 2004 e ora luogo sussidiario di culto della parrocchia di Sant'Ireneo.
- Chiesa della Sacra Famiglia di Nazareth, su piazzale delle Gardenie.
- Chiesa di San Bernardo di Chiaravalle, su via degli Olivi.

Parrocchia eretta il 1º ottobre 1974 con il decreto del cardinale vicario Ugo Poletti "Sua Santità".

### Architetture militari
- Forte Prenestina, al quarto km di via Prenestina. Forte del XIX secolo (1880-84).

### Altro
- Monumento in memoria di Rolando Lanari, vittima delle Brigate Rosse, sul piazzale delle Gardenie.
- Lapide per le vittime del nazi-fascismo, sulla piazza delle Camelie.
- Fontana di piazza dei Gerani.

### Siti archeologici
- Acquedotto alessandrino, acquedotto del III secolo (226).

## Cultura

### Scuole
- Scuole Elementari Statali: Ungaretti, Vespucci, Pezzani, Marco Polo, Ferraironi, Cecconi e Pietro Romualdo Pirotta
- Scuole Medie Statali: Catullo, Grossi, Verga, San Benedetto, Baracca, Marconi e Massaia
- Scuole Superiori Statali:
  - Istituto Tecnico Commerciale "Sandro Botticelli"("Giorgio Ambrosoli")
  - Istituto Tecnico per Geometri "Boaga"("Giorgio Ambrosoli")
  - Liceo Scientifico "Francesco d'Assisi"

## Geografia antropica

### Urbanistica
Nel territorio del Prenestino-Centocelle si estende la zona urbanistica 7A Centocelle.

### Odonimia
Con via dei Castani, che costituisce la strada centrale del quartiere, e le vie di confine, via Prenestina, viale Palmiro Togliatti, via Casilina e l'asse costituito dal viale della Primavera con via di Tor de' Schiavi, il tema delle altre strade del quartiere è la botanica.

## Infrastrutture e trasporti
|  | È raggiungibile dalla stazione Centocelle. |

L'odierna rete tranviaria è ben strutturata, ed ha mantenuto tre linee tranviarie, la 5 (già 516), la 19, che vi fanno capolinea in piazza dei Gerani, e la 14, che vi fa capolinea in viale Palmiro Togliatti. Le tre linee collegano il quartiere con il centro della città (il 19 lo collega con San Pietro, il 5 e 14 arrivano sino alla stazione di Roma Termini) passando per la via Prenestina.

### Aeroporto di Roma-Centocelle
Accanto al quartiere, separato dalla via Casilina, si trova l'aeroporto di Roma-Centocelle da cui nel 1909 si alzò in volo il primo aeroplano in Italia e che è stato a lungo polo di riferimento della nascente aeronautica italiana. L'aeroporto ha alle spalle il Parco archeologico di Centocelle, una vasta area verde fruibile dai cittadini, servita dalla stazione Parco di Centocelle, in cui sono conservati resti di ville romane.
Nonostante la toponomastica ne conservi il nome, l'aeroporto si trova effettivamente all'interno del quartiere Don Bosco.